# روبرتو روخاس (بازیکن فوتبال اهل شیلی)
روبرتو روخاس (اسپانیایی: Roberto Rojas‎؛ زادهٔ ۸ اوت ۱۹۵۷) بازیکن فوتبال اهل شیلی بود.

## باشگاهی
از باشگاه‌هایی که در آن بازی کرده‌است می‌توان به باشگاه فوتبال سائو پائولو و باشگاه فوتبال کولو-کولو اشاره کرد. وی همچنین در تیم ملی فوتبال شیلی بازی کرده‌است.